# 皇后區第12社區委員會
皇后區第12社區委員會（英語：Queens Community Board 12）是紐約市皇后區的一個地方政府，涵蓋牙买加、霍利斯、聖奧爾本斯、斯普林菲爾德花園、貝斯利公園、羅奇代爾村、南牙買加等社區。皇后區第12社區委員會是皇后區第二大社區委員會，管轄皇后區相當大的面積。皇后區第12社區委員會由第 28、29 區和第27區的一部分組成。牙買加市中心是紐約市主要的區域零售、就業和交通樞紐之一；是教育、戲劇/藝術、政府和市政設施的所在地，包括美國食品藥物管理局區域實驗室、社會安全局辦公室、紐約市民事法院、最高法院、約克學院、紐約城市大學、牙買加藝術與學習中心以及牙買加表演藝術中心。

## 功用
皇后區第12社區委員會一直致力於解決皇后區東南部地下水位恢復造成的重大洪水問題，此前大牙買加自來水公司的抽水作業已抑制了洪水的發生。隨著大牙買加自來水公司關閉，地下水位升高導致整個皇后區的下水道基礎設施故障和在地下室引發洪水。皇后區第12社區委員會也幫助紐約市的無家可歸者。